# Henri Debain
Henri Debain (3 de agosto de 1886 – 15 de enero de 1983) fue un actor cinematográfico francés.
Nacido en París, Francia, actuó por vez primera en el cine en Le Petit Café en 1919. A lo largo de su carrera actuó en más de 25 filmes hasta 1956, dirigiendo tres cintas, entre ellas la aclamada Mephisto en 1931.
Henri Debain falleció en París en 1983.

## Filmografía

### Director
- 1927 : Chantage
- 1928 : Hara-Kiri, completada por Marie-Louise Iribe
- 1930 : Méphisto

### Actor
| - 1919 : Le Petit Café - 1920 : Le Secret de Rosette Lambert - 1921 : La Maison vide - 1922 : Triplepatte - 1923 : Le Costaud des Épinettes - 1924 : Les Grands - 1925 : Un fils d'Amérique - 1925 : Amour et carburateur - 1926 : Mots croisés - 1926 : Michel Strogoff - 1927 : Marquitta - 1928 : J'ai l'noir ou le Suicide de Dranem - 1929 : Monte Cristo - 1931 : L'Aiglon | - 1931 : L'Étrangère - 1932 : Maruche - 1932 : Léon tout court - 1932 : Gisèle and Partner - 1932 : La Dame de chez Maxim's - 1932 : Le Béguin de la garnison - 1933 : La Maternelle - 1934 : Itto - 1942 : Vie privée - 1953 : Le Chasseur de chez Maxim's - 1956 : Mon curé chez les pauvres - 1956 : La Châtelaine du Liban |